# Megaelosia lutzae
Megaelosia lutzae és una espècie de granota de la família Leptodactylidae que viu al Brasil. Aquesta espècie és coneguda només en la zona del Parc Nacional do Itatiaia, a la frontera de Rio de Janeiro, Brasil, tot i que probablement es troba més àmpliament. La zona es troba en algun lloc entre 500-1.000m. Durant el dia es troba a les roques emergents en llocs poc profunds en els rierols al bosc primari. Els ous són dipositats en grans roques en rierols forestals de grandària moderada, en el qual les larves també es desenvolupen. Es desconeixen les amenaces a aquesta espècie, però la zona es troba en un parc nacional molt segur, proporcionant una excel·lent protecció per al seu hàbitat.